# Colton, Cumbria
Colton är en by och en civil parish i Cumbria, England. Orten har 765 invånare (2001).